# Zuzanna Smykała

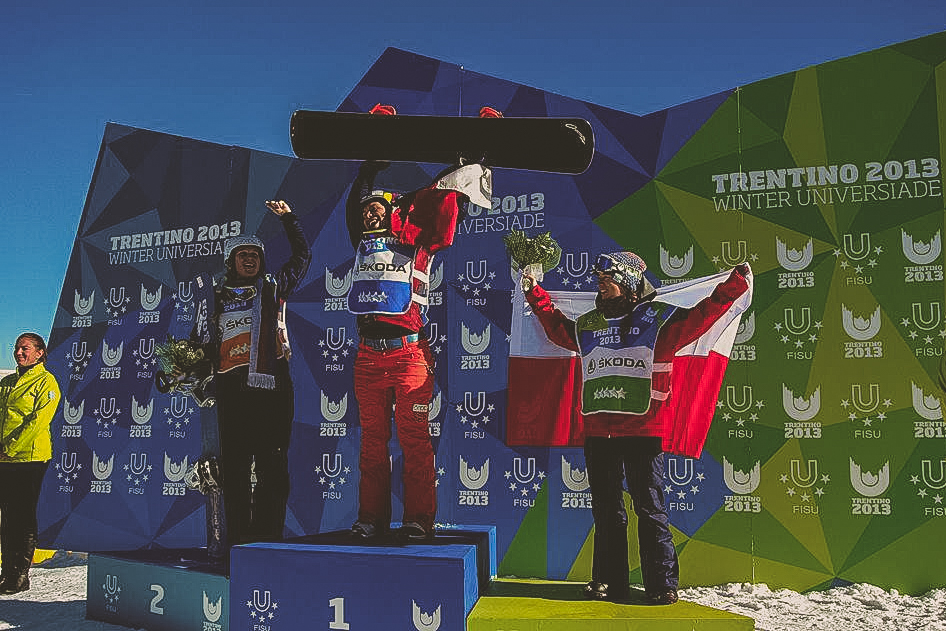
Podium Trentino 2013

Zuzanna Smykała (ur. 10 stycznia 1990 w Chorzowie) – polska snowboardzistka, reprezentantka Kadry Narodowej w konkurencji Snowboardcross. Wielokrotna Mistrzyni Polski. W 2009 r. została zawodniczką klubu AZS AWF Katowice, olimpijka z Pjongczangu (2018).
Ukończyła studia licencjackie na Wydziale Fizjoterapii AWF Katowice, kontynuowała edukację na kierunku Wychowanie Fizyczne na tej samej uczelni.
Komentowała zawody snowboardowe podczas Igrzysk Olimpijskich w Soczi w TVP, Eurosport i Orange Sport.

## Kariera
Starty w zawodach rozpoczęła w 2006 roku, rozpoczynając naukę oraz treningi w Szkole Mistrzostwa Sportowego w Szczyrku. Początkowo poza snowboardcrossem, brała udział w konkurencjach freestyle, a także slalom oraz slalom gigant równoległy. W 2009 r. postanowiła skupić się wyłącznie na konkurencji Snowboardcross. W tym samym roku pierwszy raz została powołana do Kadry Narodowej.

## Osiągnięcia

### Uniwersjada
| Miejsce | Dzień       | Rok  | Miejscowość        |
| ------- | ----------- | ---- | ------------------ |
| 7       | 6 lutego    | 2015 | Sierra Nevada      |
| 3       | 12 grudnia  | 2013 | Trentino           |
| 8       | 30 stycznia | 2011 | Palandoken/Erzurum |

### Mistrzostwa Świata
| Miejsce | Dzień       | Rok  | Miejscowość   |
| ------- | ----------- | ---- | ------------- |
| 23      | 1 lutego    | 2019 | Solitude      |
| 22      | 12 marca    | 2017 | Sierra Nevada |
| 27      | 21 stycznia | 2013 | Stoneham      |
| 21      | 18 stycznia | 2011 | La Molina     |

### Puchar Świata
| Miejsce | Dzień       | Rok  | Miejscowość   |
| ------- | ----------- | ---- | ------------- |
| 15      | 6 marca     | 2016 | Veysonnaz     |
| 16      | 5 marca     | 2016 | Veysonnaz     |
| 19      | 15 marca    | 2015 | Veysonnaz     |
| 15      | 21 marca    | 2013 | Sierra Nevada |
| 20      | 22 stycznia | 2012 | Veysonnaz     |
| 19      | 19 stycznia | 2012 | Veysonnaz     |
| 19      | 16 grudnia  | 2011 | Telluride     |
| 19      | 24 marca    | 2011 | Arosa         |

### Puchar Europy
| Miejsce | Dzień        | Rok  | Miejscowość       |
| ------- | ------------ | ---- | ----------------- |
| 17      | 25 listopada | 2015 | Pitztal           |
| 13      | 28 marca     | 2015 | Bad Gastein       |
| 17      | 27 marca     | 2015 | Bad Gastein       |
| 12      | 21 marca     | 2015 | Lenk              |
| 8       | 15 grudnia   | 2013 | Montafon          |
| 17      | 13 stycznia  | 2013 | Puy St Vincent    |
| 9       | 12 stycznia  | 2013 | Puy St Vincent    |
| 7       | 23 grudnia   | 2012 | Cortina d’Ampezzo |
| 8       | 22 grudnia   | 2012 | Cortina d’Ampezzo |
| 17      | 3 marca      | 2012 | Saalbach          |
| 9       | 5 lutego     | 2012 | Kongsberg         |
| 10      | 4 lutego     | 2012 | Kongsberg         |
| 11      | 29 stycznia  | 2012 | Breuil-Cervinia   |
| 9       | 8 stycznia   | 2012 | Puy St Vincent    |

### FIS Race
| Miejsce | Dzień       | Rok  | Miejscowość   |
| ------- | ----------- | ---- | ------------- |
| 1       | 14 lutego   | 2016 | Dolni Morava  |
| 2       | 13 lutego   | 2016 | Dolni Morava  |
| 2       | 25 stycznia | 2015 | Rejdice       |
| 2       | 9 stycznia  | 2015 | Dolni Morava  |
| 1       | 28 lutego   | 2013 | Krynica-Zdrój |
| 3       | 5 marca     | 2011 | Dolni Morava  |
| 3       | 13 marca    | 2010 | Höchhadrich   |
| 3       | 29 marca    | 2009 | Rejdice       |

### Mistrzostwa Polski
| Miejsce | Dzień     | Rok  | Miejscowość   |
| ------- | --------- | ---- | ------------- |
| 1       | 29 lutego | 2016 | Zieleniec     |
| DNF     | 11 lutego | 2015 | Szczawnica    |
| 1       | 10 lutego | 2014 | Jurgów        |
| 1       | 1 marca   | 2013 | Krynica-Zdrój |
| 1       | 29 lutego | 2012 | Krynica-Zdrój |
| 3       | 6 lutego  | 2010 | Krynica-Zdrój |

### Pozostałe starty
| Miejsce | Rok  | Wydarzenie               |
| ------- | ---- | ------------------------ |
| 1       | 2013 | Red Bull Zjazd na krechę |
| 1       | 2012 | Red Bull Zjazd na krechę |
| 1       | 2011 | Red Bull Zjazd na krechę |
| 2       | 2011 | Mistrzostwa Niemiec      |